# Plougourvest
Plougourvest (bret. Gwikourvest) – miejscowość i gmina we Francji, w regionie Bretania, w departamencie Finistère.
Według danych na rok 1990 gminę zamieszkiwały 1124 osoby, a gęstość zaludnienia wynosiła 80 osób/km² (wśród 1269 gmin Bretanii Plougourvest plasuje się na 531. miejscu pod względem liczby ludności, natomiast pod względem powierzchni na miejscu 701.).